# واحات بدية
تعتبر واحات بدية كواحة ((الغبي)) مثالا لطبيعة المناطق العمرانية والواحات بالمنطقة الشرقية من عمان ، حيث تشبه في وضعها واحات ((المنترب)) و ((الشارق)) و((شاحك)) من حيث المبدأ. وتقع هذه الواحات بجوار الكثبان الرملية في رمال الشرقية مباشرة على حافة وادي البطحاء في منطقة يكاد أن يكون بها الوادي عديم الانحدار.
تبدأ المنطقة العمرانية لواحة ((الغبي)) عند نهاية الفلج إلا أنها تمتد لتحيط بواحة النخيل من جميع الجهات. ويقع الحصن القديم في مركز المنطقة في واحة((المنترب)). وتتميز بأن حدائقها محاطة بالتلال من جميع الجهات، وقد نشأت هذه التلال التي يمكن أن يصل ارتفاعها حتى خمسة أمتار نتيجة لحفر الأرض بمساحة الحدائق في بطن الوادي وتكويم ناتج الحفر على الجوانب. وقد كانت عملية التعميق هذه ضرورية لأن الوديان تكاد تكون عديمة الانحدار وبذلك لا تستطيع أنفاق الأفلاج أن تخرج إلى سطح الأرض إلا بعد مسافة طويلة جدا قد تبلغ كيلومترات عديدة. وقد كان تخفيض مستوى الحدائق ضروريا حتى لا تترك الأفلاج لتمتد إلى مسافات لا يمكن التحكم في طولها ولكي يمكن رغم ذلك جلب الماء إلى المساحات المطلوب ريها. ويعمل كذلك انخفاض مستوى الحدائق ووجود التلال المحيطة، على الوقاية ضد الرياح التي تهب كل مساء في وادي البطحاء وعلى خفض كمية الرمال الرادمة.
وتمثل واحة ((المنترب))، وهي المقر الرئيسي لقبيلة الحجريين ، بقربها من الكثبان الرملية الصفراء في (( رمال الشرقية))، إحدى المناطق ذات الموقع الفتان في الشرقية، ويوجد ب[[المنترب]] حصن وسوق وطريق رئيسي متسع تقع على جانبيه منازل مهيبة، كما أنها تختص بشيء مميز لا يوجد في أية من واحات عمان الأخرى، ألا وهو المكتبة التي يحوزها الشيخ محمد بن عبدالله بن حميد السالمي. وتحتوي هذه المكتبة عدة آلاف من المخطوطات والكتب التي يرجع بعضها إلى مئات الأعوام، وتمثل بذلك ثروة فكرية لا تقدر بثمن، وسوف تظهر قيمتها الكاملة لأجيال عمان القادمة.